# Mariano Vivanco Valiente
Mariano Vivanco Valiente (* 3. April 1933 in San Antonio de los Baños; † 23. August 2004) war Bischof von Matanzas.

## Leben
Mariano Vivanco Valiente empfing am 28. Mai 1961 die Priesterweihe.
Papst Johannes Paul II. ernannte ihn am 18. Mai 1987 zum Bischof von Matanzas. Der Erzbischof von San Cristóbal de la Habana, Jaime Lucas Ortega y Alamino, weihte ihn am 29. Juni desselben Jahres zum Bischof; Mitkonsekratoren waren Pedro Claro Meurice Estiu, Erzbischof von Santiago de Cuba, und Fernando Ramon Prego Casal, Bischof von Cienfuegos-Santa Clara.